# الكثيري القابضة
الكثيري القابضة، شركة سعودية مساهمة مدرجة في السوق المالية السعودية (تداول) ، رائدة في مجال توزيع وتوريد الاسمنت وصناعة وانتاج الخرسانة الجاهزة. وتأسست في عام 2008 بعدد قليل من الموظفين والشاحنات ونمت شكل متسارع مع زيادة الطلب في السوق بنسبة لاتقل عن 20% سنويا بزيادة في المبيعات والشاحنات. حيث قامت الشركة بعدة عقود مع مصانع الاسمنت لتلبية طلب مصانع الخرسانة الجاهزة، كما قامت بتوريد الإسمنت لائتلاف باكس وائتلاف الرياض نيوموبيليتي المنفذة لمشروع (قطار الرياض). كما شاركت الشركة في عدة مشاريع أخرى ومنها مشروع مركز الملك عبد الله المالي وجامعة الاميرة نوره بنت عبد الرحمن. كما شاركنا في إنشاء بعض الجسور والطرق من خلال توريد الاسمنت لشركات الانشاءات والمقاولات.

## النشأة
تأسست شركة الكثيري القابضة كمؤسسة فردية في مدينة الرياض بتاريخ 2008/08/31م تحت مسمى مؤسسة محمد ناصر الكثيري للمقاولات بالسجل التجاري رقم 1010255690 وبرأس مال قدره مائة ألف ريال سعودي وفي تاريخ 14/04/2014م تم تحويلها إلى شركة ذات مسئولية محدودة باسم شركة الكثيري القابضة ليصبح رأسمالها خمسة ملايين ريال سعودي وفي تاريخ 07/03/2017م اتفق الشركاء على تحويل الكيان القانوني للشركة من ذات مسئولية محدودة إلى مساهمة مقفلة وزيادة رأس مال الشركة ليصبح (27,300,000) ريال سعودي، وفي تاريخ 07/07/1438هـ الموافق 04/04/2017م قرر مجلس الإدارة زيادة رأس المال ليصبح (31,395,000) ريال سعودي، وفي تاريخ 16/08/2018م وافقت الجمعية العامة غير العادية على زيادة رأس مال الشركة ليصبح رأس مال الشركة 37,674,000 ريال، وفي تاريخ 23 أبريل 2019م وافقت الجمعية العامة غير العادية على زيادة رأس المال إلي 45,208,800 ريال سعودي.
في يوم الأثنين 18 صفر1442هـ الموافق 05 أكتوبر2020، وافقت الجمعية العامة غير العادية، على زيادة رأس مال الشركة إلى (90,417,600) ريال سعودي مقسم إلى (9,041,760) سهم عادي وذلك عن طريق حقوق أولوية.

## نشاط الشركة
تتمثل الأنشطة الرئيسية للشركة في إدارة الشركات التابعة لها أو المشاركة في إدارة الشركات الأخرى التي تساهم فيها وتوفير الدعم اللازم لها وامتلاك حقوق الملكية الصناعية من براءات الاختراع والعلامات التجارية والصناعية وحقوق الامتياز وغيرها من الحقوق المعنوية واستغلالها وتأجيرها للشركات التابعه لها أو لغيرها.

## قيود الاستثمار
لا يوجد قيود على أسهم الشركة المدرجة حسب ما ورد في القواعد المعدلة المنظمة لاستثمار المؤسسات المالية الأجنبية المؤهلة في الأسهم المدرجة الصادرة عن مجلس هيئة السوق المالية بموجب القرار (2016-104-3) وتاريخ 5/11/1437هـ الموافق 08/08/2016م، في المادة السادسة عشرة الفقرتين الفرعيتين و (أ/3)(أ/4)

## الشركات التابعة
- شركة اليان للصناعة [3]
- مساندة الإمداد المحدودة [4]

## عدد الموظفين
- 112 موظف

## مجلس الإدارة
- رايد محمد ناصر الكثيري - رئيس مجلس الإدارة
- مشعل محمد ناصر الكثيري - العضو المنتدب وعضو مجلس الإدارة [5]
- عادل إبراهيم محمد الكثيري - نائب رئيس مجلس الإدارة وعضو مجلس الإدارة
- سعود محمد عبد الله آل شريم - عضو مجلس الإدارة

## الجوائز
- كرم رئيس ائتلاف باكس السيد ووكر كيمبل شركة الكثيري القابضة كأفضل الشركات الموردة لمادة الاسمنت لمشروع (مترو الرياض / قطار الرياض) تكريم رئيس ائتلاف باكس
- البنك الأهلي يكرم شركة الكثيري القابضة كأفضل (قصة نجاح) حققتها منشأة في برنامج كفالة تكريم البنك الاهلي

## وصلات خارجية
- الموقع الرسمي لشركة الكثيري القابضة